# Alicia Kennedy, Baroness Kennedy of Cradley

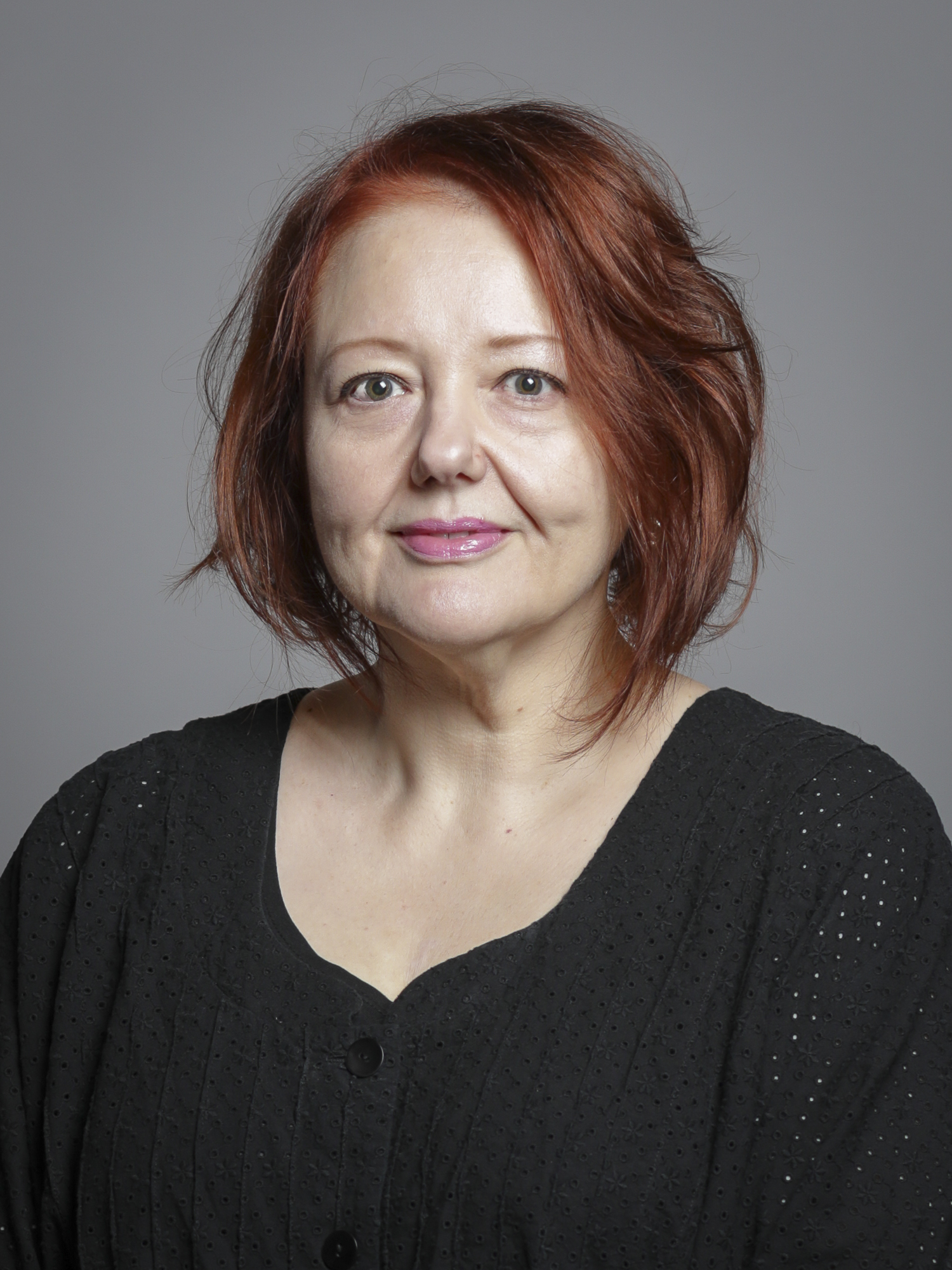
Alicia Kennedy, Baroness Kennedy of Cradley

Alicia Pamela Kennedy, Baroness Kennedy of Cradley (* 22. März 1969) ist eine britische Politikerin der Labour Party. Seit September 2013 ist sie als Life Peer Mitglied des House of Lords.

## Leben
Kennedy wurde als Alicia Pamela Chater geboren. Sie studierte von 1988 bis 1991 an der University of Warwick, wo sie einen Bachelor of Science (B.Sc. Hons) im Fach Psychologie (Psychology) erwarb. 
Ihre politische Karriere begann sie in der Kommunalpolitik. Ab den 1990er Jahren war sie politisch für die Labour Party aktiv. Von 1995 bis 1997 war sie „Regional Organiser“ der Labour Party. 1997/1998 war sie politische Beraterin der britischen Unterhausabgeordneten Joan Ruddock. Von 1998 bis 2000 arbeitete sie als „Policy Analyst“ im Leader's Office des London Borough of Lambeth. Ihre Haupttätigkeiten lagen auf den Gebieten Erziehung und Bildung sowie Sozialwesen. 2000 wurde sie in die Führungsspitze der Labour Party berufen. Von 2000 bis 2001 leitete sie das Büro des Generalsekretärs der Labour Party (Head of the General Secretary's Office). Von 2001 bis 2005 war sie Stabschefin (Chief of Staff) der Labour Party. Von 2005 bis 2011 war sie stellvertretenden Generalsekretärin der Labour Party. Aus diesem Amt schied sie im November 2011 nach innerparteilichen Umstrukturierungen aus. Von 2011 bis 2013 war sie Strategie-Beraterin (Strategic Advisor) des Labour-Oppositionsführers Ed Miliband. Seit 2013 ist sie Direktorin und Treuhänderin (Director/Trustee) der Wohltätigkeitsorganisation APT Action on Poverty.
Am 1. August 2013 wurde bekanntgegeben, dass Kennedy zum Life Peer ernannt und für die Labour Party Mitglied des House of Lords werden soll. Sie wurde als sog. „Working Peer“ berufen. Am 19. September 2013 wurde sie mit dem Titel Baroness Kennedy of Cradley, of Cradley in the Metropolitan Borough of Dudley, zum Life Peer erhoben  und ist dadurch seither Mitglied des House of Lords. Am 4. November 2013 wurde sie, mit Unterstützung von Margaret McDonagh, Baroness McDonagh und Ray Collins, Baron Collins of Highbury, offiziell ins House of Lords eingeführt. Zu ihren politischen Schwerpunktgebieten gehören insbesondere internationale Entwicklungshilfe, Innenpolitik, Gemeindeentwicklung und der Verbraucherschutz. Ihr politisches Interesse gilt besonders den Ländern Südasiens und den afrikanischen Staaten südlich der Sahara.
Sie ist mit Roy Kennedy, Baron Kennedy of Southwark verheiratet.